# カイゼルスパイク
『カイゼルスパイク』は、竹山祐右による日本の漫画。『週刊少年ジャンプ』（集英社）において、2000年33号から同年46号まで連載された。単行本は全2巻、全13話。単行本2巻には、特別読み切りの「大道芸人 稲月葉子」と「拳俠斗士FISTMAN」が収録されている。
小柄ながらもジャンプ力が強い主人公と、長身だがトスしかできない主人公の親友である高校生の2人組が、入学先の高校にて廃部寸前のバレーボール部の再建に奮闘する物語。本作の第1話であるサブタイトルの『王者は空に居る』は、鈴本淳一の作品名でもあり、物語の出だしのキャッチコピーも「羽をもたない人間も 空を飛べると初めて知った。」となっている。

## あらすじ
小柄ながらも驚異的な跳躍力を持つ少年・皇雪人は、親友で長身の少年・御門諒平と共に入学先の凪城南高校のバレーボール部に入部するが、3年生は全員抜けて人員不足となり廃部の危機に陥っていた。顧問の女性教諭倉森三千絵と、2年生の主将・石島敦司、滝林弘明、池上光弥らと共にバレー部の再建に奮闘する。クリスチャンの少女・睦月乃静奈がマネージャー、悪球打ちが得意な1年生・天野士郎が入部して再建を果たす。
ついに練習試合をすることになった凪城南高校バレー部は、木崎高校バレー部との死闘を演じる。後日談では活気にあふれた凪城南高校バレー部の雪人がスパイクを決めようとするシーンで物語の幕は下りる。

## 登場人物
皇 雪斗（すめらぎ ゆきと）
本作の主人公。高校1年生。重力を無視したようなジャンプ力と、強烈なスパイクが特徴。強烈なスパイクで空き缶を縦に潰したシーンがある。「おのれら」「忠告痛み入る海玲殿」など昭和・大正時代のようなセリフ回しを行う。
御門 諒平（みかど りょうへい）
高校1年生。196cmの長身だが、トスしかできない。
石島 敦司（いしじま あつし）
高校2年生。バレー部の主将。高校生とは思えないような老け顔。
滝林 弘明（たきばやし ひろあき）
高校2年生。
池上 光弥（いけがみ みつや）
高校2年生。レシーブが得意。
天野 士郎（あまの しろう）
高校1年生。悪球打ちが得意。
倉森 三千絵（くらもり みちえ）
バレー部の顧問。木に引っかかった帽子を雪斗と諒平がその身体能力を活かして取ってくれたことからバレー部に欲しいと思うようになった。
睦月乃 静奈（むつきの しずな）
バレー部のマネージャー。日本人とイタリア人のハーフ。クリスチャン。部活中にも祈りを欠かさない。

## 書誌情報
- 竹山祐右 『カイゼルスパイク』 集英社 〈ジャンプ・コミックス〉、全2巻
  1. 2001年1月11日第1刷発行（1月6日発売）、ISBN 4-08-873066-6
  2. 2001年3月7日第1刷発行（3月2日発売）、ISBN 4-08-873092-5